# De eindafrekening 2008
De eindafrekening 2008 is de lijst van nummers die het tijdens het jaar 2008 het best hebben gedaan in de Afrekening, de wekelijkse lijst van Studio Brussel.
De eindafrekening 2008 werd op woensdag 7 januari 2009 gepresenteerd door An Lemmens en was te horen bij Studio Brussel.
Er staan 21 Belgische nummers in de lijst, 16 uit het Verenigd Koninkrijk en 10 uit de Verenigde Staten. Australië, Frankrijk en IJsland hebben ook elk 1 notering.
| Nummer | Artiest                  | Titel                         |
| ------ | ------------------------ | ----------------------------- |
| 1      | dEUS                     | The architect                 |
| 2      | Motek                    | Tryer                         |
| 3      | Kings of leon            | Sex on fire                   |
| 4      | Freaky Age               | Where do we go now            |
| 5      | Air Traffic              | No more running away          |
| 6      | A brand                  | Time                          |
| 7      | Radiohead                | Jigsaw falling into place     |
| 8      | Air traffic              | Time goes by                  |
| 9      | MGMT                     | Electric feel                 |
| 10     | The Black Box Revelation | Gravity blues                 |
| 11     | Coldplay                 | Viva la vida                  |
| 12     | Radiohead                | Nude                          |
| 13     | Kaiser Chiefs            | Never miss a beat             |
| 14     | Tim Vanhamel             | Until I find you              |
| 15     | Arctic Monkeys           | 505                           |
| 16     | Milow                    | Ayo technology                |
| 17     | AC/DC                    | Rock n roll train             |
| 18     | Soko                     | I'll kill her                 |
| 19     | Janez Detd               | My life my way                |
| 20     | Beirut                   | Nantes                        |
| 21     | The Last Shadow Puppets  | The age of the understatement |
| 22     | Metallica                | The day that never comes      |
| 23     | CPeX                     | Gefta kaske na es ier         |
| 24     | Lemon                    | Man in control                |
| 25     | Headphone                | She's electric                |
| 26     | Editors                  | Bones                         |
| 27     | Headphone                | Ghostwriter                   |
| 28     | Bloc Party               | Talons                        |
| 29     | Arsenal                  | Lotuk                         |
| 30     | Janez Detd               | Your love                     |
| 31     | Arsenal                  | Estupendo                     |
| 32     | MGMT                     | Kids                          |
| 33     | Balthazar                | Bathroom lovin' situations    |
| 34     | Monza                    | Wie danst er nog              |
| 35     | The Black Box Revelation | I think I like you            |
| 36     | Coldplay                 | Violet hill                   |
| 37     | MGMT                     | Time to pretend               |
| 38     | The White Stripes        | Conquest                      |
| 39     | Freaky age               | Every morning breaks out      |
| 40     | Amy MacDonald            | This is the life              |
| 41     | The wombats              | Let's dance to joy division   |
| 42     | The Kooks                | Do you wanna                  |
| 43     | The Verve                | Love is noise                 |
| 44     | The Black Box Revelation | Set your head on fire         |
| 45     | Editors                  | The racing rats               |
| 46     | The Killers              | Human                         |
| 47     | Panic! at the disco      | Nine in the afternoon         |
| 48     | Sigur Ros                | Gobbledigook                  |
| 49     | dEUS                     | Favourite game                |
| 50     | Paramore                 | Misery business               |

1985 · 1986 · 1987 · 1988 · 1989 · 1990 · 1991 · 1992 · 1993 · 1994 · 1995 · 1996 · 1997 · 1998 · 1999 · 2000 · 2001 · 2002 · 2003 · 2004 · 2005 · 2006 · 2007 · 2008 · 2009 · 2010 · 2011 · 2012 · 2013 · 2014